# Mike Hall (ciclista)
Michael Richard Hall (Harrogate, 4 giugno 1981 – Canberra, 31 marzo 2017) è stato un ciclista su strada britannico specializzato nell'ultraciclismo in solitaria senza alcun tipo di supporto. Considerato uno dei più forti ultraciclisti di sempre, nel 2012 ha vinto la prima edizione della World Cycle Race, mentre nel 2013 e nel 2016 si è aggiudicato il Tour Divide, corsa di ultraciclismo che si snoda lungo le Montagne Rocciose in Canada e negli Stati Uniti. Sempre a partire dal 2013 Hall è stato tra gli ispiratori e gli organizzatori della Transcontinental Race, evento che attraversa l'intero continente europeo. Nel 2014 ha inoltre vinto la TransAm Bicycle Race, il cui percorso va dall'Oceano Pacifico all'Oceano Atlantico
Il 31 marzo 2017 Hall è morto dopo essere stato investito da un'auto nei pressi di Canberra, mentre stava disputando la prima edizione dell'Indian Pacific Wheel Race..

## Biografia
Cresciuto nel mondo delle gare in mountain bike, Hall inizia ad interessarsi alle gare ciclistiche sulle lunghe distanze all'età di 28 anni, prendendo parte a numerose corse endurance di 24 ore. Nel 2011, a 30 anni, prende parte al Tour Divide, considerata una delle competizioni di ultraciclismo più dure del mondo: il percorso, che va da Banff al confine con il Messico, prevede una distanza totale di 4418 chilometri da percorrersi in assoluta autonomia e senza alcun tipo di appoggio organizzativo esterno.

## Risultati
| Anno | Evento                    | Posizione | Tempo finale               |
| ---- | ------------------------- | --------- | -------------------------- |
| 2011 | Tour Divide               | 11        | 19 giorni 8 ore 47 minuti  |
| 2012 | World Cycle Race          | 1         | 91 giorni 18 ore           |
| 2013 | Tour Divide               | 1         | 14 giorni 11 ore 55 minuti |
| 2014 | TransAm Bicycle Race      | 1         | 17 giorni 16 ore 17 minuti |
| 2016 | Tour Divide               | 1         | 13 giorni 22 ore 51 minuti |
| 2017 | Indian Pacific Wheel Race | DNF       |                            |